# Euceros chinensis
Euceros chinensis är en stekelart som beskrevs av Dmitriy R. Kasparyan 1984. Euceros chinensis ingår i släktet Euceros och familjen brokparasitsteklar. Inga underarter finns listade i Catalogue of Life.